# کریستین بناونته
کریستین بناونته بریستول (اسپانیایی: Cristian Benavente Bristol‎؛ زادهٔ ۱۹ مهٔ ۱۹۹۴) بازیکن فوتبال اهل پرو است.

## باشگاهی
از باشگاه‌هایی که در آن بازی کرده‌است می‌توان به رئال مادرید کاستیا، میلتون کینز دونز، شارلوا، اهرام سبورت و نانت اشاره کرد.

## تیم ملی
وی همچنین در تیم ملی فوتبال پرو بازی کرده‌است.